# 포덴차나
포덴차나(이탈리아어: Tresana)는 이탈리아 토스카나주 마사카라라도에 있는 코무네다. 피렌체에서 북서쪽으로 110km, 마사에서 북서쪽으로 25km 거리에 있다.